# Reacció de metàtesi
La reacció de metàtesi o simplement metàtesi (metàtesi deriva del grec μετάθεσις i significa "transposició") és una reacció química molecular que implica el bescanvi d'enllaços químics entre dues espècies químiques que reaccionen, del que en resulta la creació de productes amb similars o idèntiques afiliacions d'enllaç. Això es representa per la reacció general:
AX + BY → BX + AY
Aquestes espècies químiques poden ser ja sia iòniques o covalents. Quan es refereixen a reaccions de precipitació entre solucions d'ions en química inorgànica abans es deien de doble desplaçament o doble reemplaçament.

## Tipus de reacció

### Neutralització
Una reacció de neutralització és un tipus específic de reacció de doble desplaçament. La neutralització ocorre quan un àcid reacciona amb una quantitat equivalent d'una base química. Una reacció de neutralització crea una solució d'una sal en aigua. Per exemple, l'àcid clorhídric reacciona amb hidròxid de sodi per produir clorur de sodi i aigua:
HCl (aq) + NaOH (aq) → NaCl (aq) + H₂O (l)

### Metàtesi aquosa (precipitació)
Les reaccions de metàtesi poden ocórrer entre dues sals inorgàniques quan un producte és insoluble en aigua, portant la reacció cap endavant. Per exemple la precipitació del clorur d'argent des d'una mescla de nitrat d'argent i clorur de sodi causa nitrat de sodi que es queda en la solució:
AgNO₃ (aq) + NaCl (aq) → AgCl (s) + NaNO3 (aq)

### Metàtesi aquosa (doble descomposició)
Els reactius necessiten estar dissolts perquè tinguin lloc les reaccions de metàtesi. Un exemple és la formació de tiocianat de bari quan es bull una mescla de coure(I), tiocianat i hidròxid de bari en l'aigua:
Ba(OH)2 (s) + 2 CuCNS (s) → Ba(CNS2 (aq) + 2CuOH (s)

### Àcid i carbonats
Una subcategoria de reaccions metàtesi és la reacció d'un àcid amb un carbonat o hidrogencarbonat. Aquestes reaccions proporcionen sempre àcid carbònic com a subproducte, el qual es descompon espontàniament en diòxid de carboni i aigua. L'alliberament de diòxid de carboni en forma de gas porta a completar-se la reacció. Per exemple, un "volcà" comú de pràctiques classe de ciències, es fa amb la reacció d'àcid acètic amb hidrogencarbonat de sodi:
CH₃COOH (aq) + NaHCO3 (s) → NaCH₃COO (aq) + CO2 (g) + H₂O (l)